# Jean-Baptiste Duchemin de Mottejean
Jean-Baptiste Duchemin de Mottejean (17 décembre 1716 - 22 mai 1797, château de Poligné) était un écuyer et capitoul toulousain. Il est écuyer, seigneur du Verger, de l'Epine et de Poligné. Il avait été capitoul de Toulouse et se maria trois fois: 1. a Marie-Josephe Duchemin de la Frogerie, sa cousine; 2. a Jeanne du Bois de la Blandinière ; 3. à Marie Delphine Chon.

## Biographie
Il appartient à la famille Duchemin qui pratiquait à Laval le commerce de la toile. Il va se faire pourvoir à Toulouse de la charge de capitoul et, dès 1767, prend dans le Comté de Laval la qualité d'écuyer. Il achète le Château du Verger de Montigné en 1752.
En 1767, il figure sur la liste des sept capitouls de Toulouse. Il fait partie de la Société du Jardin Berset en 1770.
Il achète le château de Poligné le 8 mars 1780. Il lui appartient désormais la présentation à l'évêque des chanoines nommés aux prébendes vacantes de la Collégiale Saint-Michel de Laval. Il se met en devoir de remplir cette obligation.
Il a de Marie Duchemin-Frogerie, Marie-Ambroise-Victor, émigré en 1793. Ce dernier qualifié d'écuyer, habitant (en 1786) son hôtel de la place du Gast, né en 1743, mort en 1812.
Le 20 janvier 1816, Léon Leclerc acheta la nue-propriété de Poligné, mais Mme veuve Duchemin, née Courte, garda la jouissance.